# Borough (London Underground)

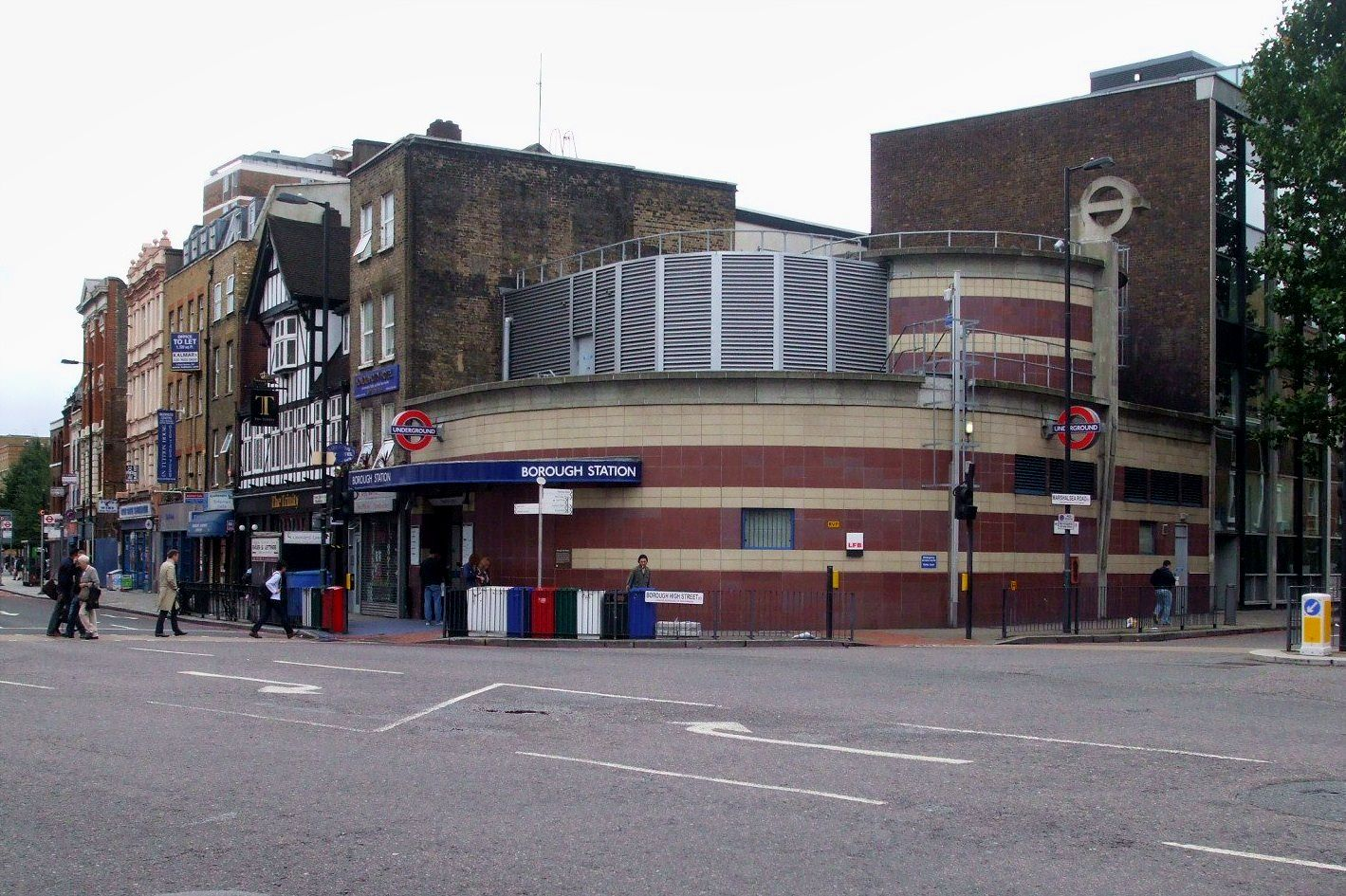
Stationsgebäude

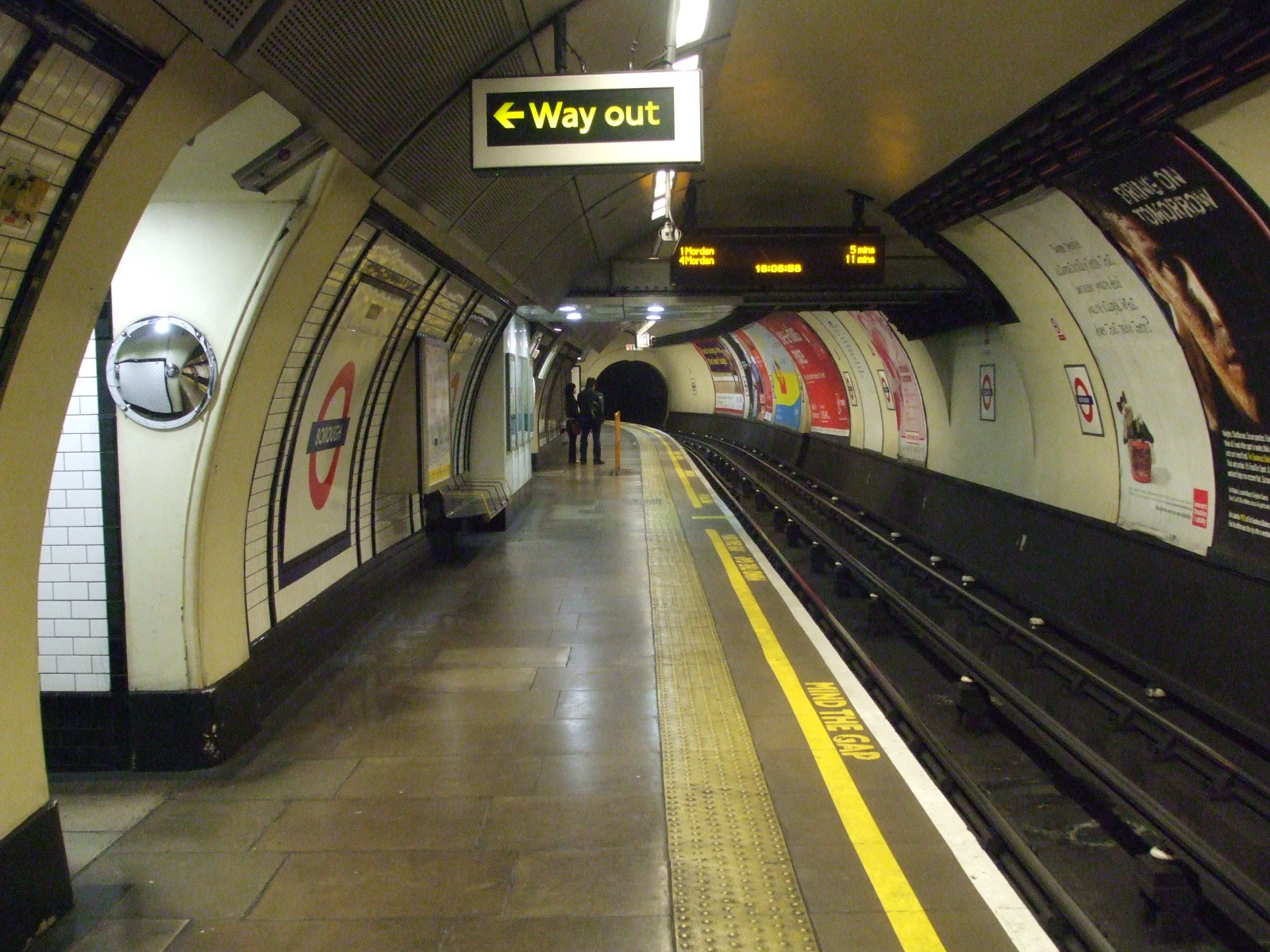
Bahnsteig Richtung Süden

Borough ist eine unterirdische Station der London Underground im historischen Zentrum des Stadtbezirks London Borough of Southwark. Sie liegt in der Travelcard-Tarifzone 1, an der Kreuzung von Borough High Street und Marshalsea Road. Im Jahr 2013 nutzten 4,89 Millionen Fahrgäste diese von der Northern Line bediente Station.
Eröffnet wurde die Station am 18. Dezember 1890 durch die City and South London Railway (heute der City-Ast der Northern Line), als Teil der ersten elektrisch betriebenen U-Bahn-Linie der Welt. Die Strecke führte damals von Stockwell zur King William Street. Letztere Station wurde am 24. Februar 1900 nach Inbetriebnahme einer Neubaustrecke bis Moorgate geschlossen.
Während des Zweiten Weltkriegs baute die Bezirksverwaltung von Southwark einen Teil des nicht mehr genutzten Tunnels zwischen Borough und dem Südufer der Themse zum Luftschutzbunker um. Er besaß sechs Eingänge entlang der Borough High Street und war von Juni 1940 bis Mai 1945 in Verwendung. Vom 16. Juli 1922 bis zum 23. Februar 1925 war die Station Borough geschlossen. Während dieser Zeit erweiterte man das Tunnelprofil zwecks Kapazitätserhöhung. Eine weitere Schließung erfolgte 1999 zwischen dem 2. Juli und dem 5. September, um sämtliche Gleis- und Signalanlagen erneuern zu können.